# Mask (Bauhaus-album)
Mask är det andra studioalbumet från det brittiska gothrockbandet Bauhaus, släppt 1981 på Beggars Banquet Records. Teckningen på albumets omslag är gjord av gitarristen Daniel Ash.
Bauhaus utvecklade sin stil på Mask, genom att använda keyboard och akustisk gitarr i exempelvis låten The Passion of Lovers, och hämtade funk-influenser till låtarna Kick in the Eye och In Fear of Fear. Kick in the Eye nådde plats 29 på Club Play Singles-listan i USA.

## Låtlista
1. "Hair of the Dog" – 2:43
2. "The Passion of Lovers" – 3:53
3. "Of Lillies and Remains" – 3:18
4. "Dancing" – 2:29
5. "Hollow Hills" – 4:47
6. "Kick in the Eye" – 3:39
7. "In Fear of Fear" – 2:58
8. "Muscle in Plastic" – 2:51
9. "The Man With the X-Ray Eyes" – 3:05
10. "Mask" – 4:36

## Medverkande
- Peter Murphy – sång, gitarr
- Daniel Ash – gitarr, saxofon
- David J – bas, sång
- Kevin Haskins – trummor